# 滝川 (福島県)
滝川（たきかわ）は、福島県伊達郡国見町（ごく一部伊達市梁川町を流れる河川であり、一級水系阿武隈川水系の一次支流である。

## 地理
国見町西部、奥羽山脈の半田山と馬頭山に挟まれた麓に位置する泉田地区の山中を水源とし、国見町中心部の北側を回り込みながら、国見町川内字長割にて阿武隈川に合流する。2019年10月12日から10月13日にかけて当地を襲った令和元年東日本台風により右岸堤防が決壊し、流域にある県北浄化センターが水没し周辺地域の下水処理に著しい障害を生じさせる被害が発生した。

## 流域の自治体
福島県
- 伊達郡国見町
- （伊達市 - ごくわずかな区間で国見町との市町境をなす。）

## 支流
- 牛沢川
- 滑川

## 主な橋梁
下流より
- （福島県道320号五十沢国見線）
- 滝川橋（国道4号）
- （JR東北本線）
- （福島県道107号赤井畑国見線）
- （東北自動車道）
- （福島県道46号白石国見線）
- （福島県道353号国見福島線）

## 周辺
- 県北浄化センター
- 阿津賀志山防塁